# Моје прасе и ја
Моје прасе и ја (фр. Mon cochon et moi, енгл. Saving My Pig) драмски је комични филм из 2018. године режисера и сценаристе Франка Добрина. Главну улогу игра Жерар Депардје. Филм говори о човеку који је добио прасе на поклон, а потом са њим отишао на путовање јер је породица хтела да га закољу. Филм је сниман у Бугарској.

## Радња
У бугарском сеоцету, депресивни старац Вања живи са својом тесно повезаном породицом. Једног дана, његова вољена унука Елена подстакне породицу да му купе пса. Међутим, због лоше економске ситуације они се одлучују за свињу, јер ће касније моћи и да је закољу и нахране се. Вања, који је заиста желео пса, постаје још више потресен када му представе прасе као замену. Временом, он ипак заволи прасе и с њим постане као пријатељ; проводе много времена заједно...
Проблем настане када дође дан да закољу свињу (која је нарасла али још увек прасе); тада Вања полуди. По питању овога он се договара са унуком Еленом о решењу; одлучује да побегне са прасетом у свом старом трабанту. Четвороноги пријатељ Вање са њим путује ка Турској, где су већински становници муслимани па се свиње не једу и генерално су омражене. Почиње путовање с надреалним сусретима, пуно интересантних и ’несофистицираних’ ликова, али лојалних и привржених Вањи одмах по упознавању. Током свог путовања, стари фармер, који је наизглед напуштен да умре, поново открива цену пријатељства, независности и борбе за преживљавање. Развија неочекивану могућност организовања свог живота самостално, као и пружања уточишта беспомоћном животињском створењу. Вањина нова страст је суочавање с непознатим.
На крају филма, Вања умре од срчаног удара, док је свирао своју виолину крај месног гробља; његово писмо породици доноси стари чувар гробља Сандокан, с којим се Вања претходно добрано спријатељио.

## Постава
| Глумац            | Улога    |
| ----------------- | -------- |
| Жерар Депардје    | Вања     |
| Деси Тенекедјиева | Нора     |
| Надежда Стефанова | Елена    |
| Здравец Здравчев  | Кразимир |
| Јохан Чопин       | Борис    |
| Марко ди Стефано  | Сандокан |